# Aérodrome de Tarin Kôt
L'aérodrome de Tarin Kôt (code OACI: OATN) est situé dans la partie sud-est de l'Afghanistan.

## Situation
La piste de l'aérodrome de Tarin Kôt est située à 1,5 kilomètre au sud du village de Tori et à 125 kilomètres environ de Kandahar. Elle est située dans une large vallée orientée du nord-est vers le sud-ouest, avec des montagnes culminant à 2560 mètres à 15 kilomètres de distance.
| \| 150 km1:10 281 000 \| Bagram Kaboul Kandahar Hérat Jalalabad Kunduz Mazar-e-Charif Bâmiyân Lashkar · Gah Shindand Chaghcharan Darwaz Faïzâbâd Farah Khôst Khwahan Razer Maïmana Qala i Naw Sheberghan Sheghnan Taloqan Tarin Kôt Zarandj Ghāzīābād Panjab |
| 150 km1:10 281 000 |

L'aérodrome dispose d'un service d'incendie ainsi que de ravitaillement en carburant.

## Compagnies et destinations
- Néant